# Robert Westfield
Robert Westfield (* 1972 in Maryland) ist ein US-amerikanischer Autor.

## Biografie
Robert Westfield wurde 1972 im US-Bundesstaat Maryland geboren. Er studierte an der Columbia University in New York City und schloss sein Studium 1994 mit einem Bachelor in Theater und Englisch ab. Während seiner Zeit an der Universität erhielt er mehrere Auszeichnungen, darunter einen Preis für Theaterstücke, einen Preis für Prosa sowie das Henry Evans Traveling Fellowship.
Westfield lebt und arbeitet in New York City. Neben seiner Tätigkeit als Schriftsteller war er unter anderem als Caterer aktiv und bietet Stadtführungen in New York an, bei denen er seine Leidenschaft für Geschichten und Geschichte mit Besucherinnen und Besuchern teilt. Er war Writer-in-Residence der Theatergruppe „The Working Group“.

## Werke (Auswahl)
Robert Westfield ist sowohl als Romanautor als auch als Dramatiker tätig. Sein bekanntestes Werk ist der Roman Suspension (2006), der von der Kritik positiv aufgenommen wurde. Die Handlung spielt im New York der Zeit vor und nach den Terroranschlägen vom 11. September 2001 und behandelt Themen wie Isolation, Angst und gesellschaftliche Veränderungen. Das Buch wurde für seine humorvolle und zugleich tiefgründige Darstellung des Lebens in der Großstadt gelobt.
Westfield hat auch als Co-Autor und Dramaturg an Projekten mit Marc Wolf gearbeitet.

### Theaterstücke
- A Wedding Album
- The Pennington Plot
- A Tulip Economy
- A Home Without

### Romane
- Blessed Plot and Another American: Asking and Telling
- The Sightseers
- Suspension

## Auszeichnungen und Preise (Auswahl)
- 2007: Lambda Literary Award für Suspension